# Leptostylus cineraceus
Leptostylus cineraceus là một loài bọ cánh cứng trong họ Cerambycidae.